# Bernadette Schild
Pour les articles homonymes, voir Schild.
Bernadette Schild, née le 2 janvier 1990, est une skieuse alpine autrichienne. Elle est la sœur cadette de Marlies Schild, et se spécialise aussi dans le slalom. Elle obtient son premier podium à Lenzerheide le 16 mars 2013, lors des Finales de Coupe du monde. Elle se blesse une première fois au genou droit (rupture des ligaments) en octobre 2019. A peine revenue sur le circuit, en décembre 2020, elle se fait la même blessure, cette fois au genou gauche. En mars 2021, sans avoir pu reprendre la compétition, elle annonce la fin de sa carrière sportive, avec un palmarès de 7 podiums en Coupe du monde. 

## Biographie
Active à partir de 2005, elle est promue en Coupe d'Europe en 2007 et en Coupe du monde en 2008. Elle marque ses premiers points à l'issue de sa troisième course, à Semmering (24e).
Aux Championnats du monde junior 2008, elle remporte le titre sur le slalom. En 2009, elle est médaillée d'argent sur cette même épreuve.
En décembre 2010, elle signe son premier top dix en Coupe du monde avec une 7e place au slalom de Courchevel. Elle retrouve des résultats similaires seulement en 2013, où après une série de tops dix, elle est deuxième du slalom des Finales de Lenzerheide.
Elle est sélectionnée pour son premier grand championnat en 2013, aux Mondiaux de Schladming, en Autriche, où elle douzième du slalom.
Aux Jeux olympiques d'hiver de 2014, elle ne finit pas le slalom. Elle a obtenu deux podiums en Coupe du monde durant la saison olympique.
Aux Championnats du monde 2017, elle est 10e du slalom et 17e du slalom géant.
Aux Jeux olympiques d'hiver de 2018, elle est 7e du slalom et 24e du slalom géant. Elle obtient son meilleur classement en Coupe du monde de slalom à l'issue de la saison 2017-2018, avec le cinquième rang.
Aux Championnats du monde 2019, elle est 9e du slalom.

## Palmarès

### Jeux olympiques
| Épreuve / Édition | Sotchi 2014 | Pyeongchang 2018 |
| Slalom            | Abandon     | 7e               |
| Slalom géant      |             | 24e              |

### Championnats du monde
| Épreuve / Édition | Schladming 2013 | Saint-Moritz 2017 | Åre 2019 |
| Slalom            | 12e             | 10e               | 9e       |
| Slalom géant      | -               | 17e               | Abandon  |

### Coupe du monde
- Meilleur classement général : 14e en 2018.
- Meilleur classement en slalom : 5e en 2018.
- 7 podiums en slalom dont 2 deuxièmes places et 5 troisièmes places.

#### Classements en Coupe du monde
| Année/Classement | Année/Classement | Général | Général | Slalom | Slalom | Slalom géant | Slalom géant |
| ---------------- | ---------------- | ------- | ------- | ------ | ------ | ------------ | ------------ |
| Année/Classement | Année/Classement | Class.  | Points  | Class. | Points | Class.       | Points       |
| 2009             | 2009             | 120e    | 7       | 54e    | 7      | -            | -            |
| 2011             | 2011             | 62e     | 93      | 20e    | 93     | -            | -            |
| 2012             | 2012             | 74e     | 68      | 28e    | 68     | -            | -            |
| 2013             | 2013             | 32e     | 263     | 10e    | 263    | -            | -            |
| 2014             | 2014             | 33e     | 220     | 7e     | 220    | -            | -            |
| 2015             | 2015             | 46e     | 141     | 17e    | 141    | -            | -            |
| 2016             | 2016             | 55e     | 140     | 16e    | 140    | -            | -            |
| 2017             | 2017             | 23e     | 371     | 8e     | 320    | 28e          | 51           |
| 2018             | 2018             | 14e     | 584     | 5e     | 463    | 21e          | 121          |
| 2019             | 2019             | 19e     | 363     | 9e     | 271    | 20e          | 92           |

### Championnats du monde junior
- Formigal 2008
  -  Médaille d'or en slalom.

- Garmisch-Partenkirchen 2009
  -  Médaille d'argent en slalom.

### Festival de la jeunesse européenne
- Jaca 2007 :
- Médaille d'argent en slalom géant.
- Médaille de bronze en slalom.

### Coupe d'Europe
- 5e du classement général en 2010.
- Vainqueur du classement du slalom en 2010.
- 2 victoires.

En date de mars 2019

### Championnats d'Autriche
- Championne du slalom en 2018.